# Diario Palentino
El Diario Palentino es un periódico de información general editado en la ciudad española de Palencia. Con más de un siglo de andadura periodística, en la actualidad pertenece al grupo Promecal.

## Historia
Fue fundado el 15 de mayo de 1881, bajo la iniciativa de José Alonso Rodríguez. Fue una publicación de ideología católica y muy conservadora, aunque independiente. José Alonso de Ojeda fue director del Diario Palentino durante más de medio siglo. Durante la Segunda República la publicación mantuvo una línea editorial cercana a la CEDA.
En enero de 1941 se fusionó con otro periódico conservador existente en Palencia denominado El Día de Palencia, propiedad de Abundio Zurita —cabecera confesional católica establecida el 1 de octubre de 1890—, pasando a denominarse El Diario Palentino-El Día de Palencia. A partir de los años 1980, la propiedad del rotativo fue adquirida por la familia Alonso que, en 1998, lo vendió el 95 % de la propiedad del medio al Grupo Promecal —empresa editora de Diario de Burgos—, quien se ocupó de su total puesta al día, cambiando su sede y dotándolo de nuevos medios y tecnología. 
Su sede se encuentra en la Calle Mayor de Palencia, y la comparte con sus compañeros del grupo Promecal, Canal 4 (integrado desde 2009 en Radio Televisión de Castilla y León). Además, cuenta con dos delegaciones comarcales en Guardo y Aguilar de Campoo, de las que se encargan Sandra Macho y Marta Redondo respectivamente.
Según la OJD, en el período julio de 2005/junio de 2006, el promedio de tirada fue de 4991 ejemplares, con una difusión de 4365.
Fue uno de los pocos diarios vespertinos españoles hasta la década de 1990.
La Sociedad Estatal Correos y Telégrafos de España, conocida como Correos, editó un sello postal correspondiente a la serie Diarios centenarios, que sacó a la venta el 16 de mayo de 2005, diseñado por Ion Echeveste, que reproduce la imagen del Cristo del Otero, obra de Victorio Macho, el escudo de la ciudad, y un gallo que simboliza a los vendedores o voceros y que forma parte de la identidad corporativa del periódico.